# Émile Danco
Pour les articles homonymes, voir Danco.
Émile Danco (né le 29 novembre 1869 à Mechelen et mort le 5 juin 1898) est un explorateur belge.
Diplômé de l'école royale militaire, et ami personnel d'Adrien de Gerlache de Gomery, il intégra naturellement l'expédition polaire belge de ce dernier qui réussit le premier hivernage en Antarctique à bord de la Belgica (1897-1899). Responsable des observations relatives à la physique du globe, Émile Danco décédera d'une affection cardiaque pendant l'hivernage. Ses observations et travaux seront repris par Georges Lecointe, second de la Belgica.

## Honneurs
- Danco Island dans le Détroit de Gerlache porte son nom.
- Une place de la commune d'Uccle et l'astéroïde (9812) Danco portent son nom.
- La 145e Promotion Polytechnique (1990) à l'Ecole Royale Militaire de Bruxelles porte son nom.